# Javania insignis
Espèce
Statut CITES
Javania insignis est une espèce de coraux appartenant à la famille des Flabellidae.